# Diabetische retinopathie
Diabetische retinopathie, afgekort DRP, of retinitis diabetica is een oogziekte die het gevolg is van diabetes, vooral wanneer de bloedsuikerspiegel gedurende langere tijd verhoogd is. De naam valt uiteen in drie delen: diabetes is de officiële naam voor suikerziekte, retino slaat op netvlies en pathie is ziekte. Diabetische retinopathie varieert in ernst, maar kan leiden tot blindheid.

## Oogproblemen bij diabetes mellitus
Er kunnen zich globaal twee oogheelkundige problemen voordoen bij diabetespatiënten :
1. Een wisselende gezichtsscherpte, deze wordt veroorzaakt door dat de bloedsuikerspiegel in het bloed de sterkte van de ooglens beïnvloedt en instabiel maakt. Doordat de bloedsuikerspiegel in de ooglens verandert, verandert het brekend vermogen van de ooglens waardoor de brilsterkte niet meer voldoende is om de sterktecorrectie van het oog te corrigeren. Dit is niet ernstig, maar wel hinderlijk bij het meten van de oogsterkte: Het is belangrijk om bij een oogmeting er zeker van te zijn dat de bloedsuikerspiegel stabiel is en dat deze op een aantal verschillende momenten gemeten wordt.
2. Netvliesafwijkingen: de diabetische retinopathie. ten gevolge van diabetes kunnen er beschadigingen in de bloedvaten ontstaan, waardoor het gezichtsvermogen wordt aangetast.

## Vormen van diabetische retinopathie (DRP)
Er zijn in de oogheelkunde verschillende gradaties van diabetische retinopathie:
1. Géén diabetische retinopathie: Door de bloed-retinabarrière komen er in de normale situatie geen ongewenste stoffen in het netvlies (bijvoorbeeld vetten). Door D.M. ontstaan er lekkages en uitval van kleine bloedvaatjes in het netvlies, wat in de eerste 5-20 jaar vaak nog niet gebeurt bij een patiënt met diabetes mellitus.
2. Niet-proliferatieve retinopathie (NPDR): De kwaliteit van de kleine bloedvaatjes (capillairen) gaat achteruit waardoor deze wat gaan uitrekken. De lekkages die daarbij ontstaan worden micro-aneurysmata genoemd, wat vaak het eerste teken is van DRP. Deze vorm van DRP wordt onderverdeeld met de termen geringe NPDR, matige NPDR, ernstige NPDR of zeer ernstige NPDR, afhankelijk van de hoeveelheid lekkages.
3. Proliferatieve retinopathie (PDR) waarbij nieuwe bloedvaten gevormd worden (neovascularisatie). Deze nieuw gevormde bloedvaatjes zijn kwetsbaarder dan gewone bloedvaten. Hierdoor kunnen bloedingen optreden. Dit is de ernstigste vorm van diabetische retinopathie en kan leiden tot acute blindheid en slechtziendheid. Benoeming van deze vorm gebeurt met de woorden niet high-risk PDR, high-risk PDR en ernstige PDR.
4. Klinisch significant macula-oedeem, de vorm waarbij afwijkingen zich gaan voordoen in de macula. Dit is een vorm van exsudatieve retinopathie waarbij de wanden van de bloedvaten in het netvlies veranderen en bloed en vocht lekken.

### 4-2-1 regel
NP-DRP (niet-proliferatieve diabetische retinopathie) wordt gekenmerkt door:
- Ernstige retinabloedingen in 4 kwadranten OF
- Veneuze beading in 2 of meer kwadranten OF
- Matige tot ernstige IRMA in 1 of meer kwadranten
- Zeer ernstige niet-proliferatieve DRP: de bloedingen nemen toe en bevinden zich in alle kwadranten. Delen van het netvlies krijgen te weinig zuurstof, wat het begin is van preproliferatieve DRP (synoniem van deze vorm).

IRMA = intraretinale microvasculaire abnormaliteiten, verwijde capillairen die microshunts vormen bij ischemie van delen van de retina.

## Behandeling
Retinopathie kan op verschillende manieren worden behandeld, namelijk:
1. Systemische behandeling via de huisarts of internist.
2. Met intravitreale injecties (eerst anti-VEGF, daarna eventueel corticosteroïd-implantaat)
3. Laserbehandeling: Retinopathie kan op worden behandeld met een oogheelkundige laser. Hierbij worden de nieuw gevormde bloedvaten dichtgebrand of worden alleen de extra kwetsbare vaten behandeld. Voorbeelden hiervan zijn de argonlaser, YAG-laser en de excimerlaser. Er zijn focale (plaatselijke) laserbehandelingen, bijvoorbeeld bij diabetisch macula-oedeem, gridlaserbehandelingen en panretinale laserbehandelingen.
4. Cryotherapie: Bij bloedingen in het glasvocht die meestal veroorzaakt zijn door abnormale bloedvaten, kan een behandeling met koude (cryotherapie) helpen om de bloedingen in het glasvocht te laten verdwijnen.
5. Vitrectomie: Ook kan er een vitrectomie uitgevoerd worden, wat het verwijdering van glasvocht inhoudt.
6. Revalidatie (low vision): Wanneer beperkingen door de DRP alleen nog maar kunnen worden verholpen door optische hulpmiddelen zoals een loep, vergrootglas of geavanceerde computerapparatuur, kan een slechtziende worden doorverwezen naar een specialist in slechtziendheid..

Ondanks dat deze complicaties ook kunnen optreden wanneer de diabetes optimaal wordt behandeld, is het van groot belang de diabetesbehandeling regelmatig te evalueren. Daarnaast vindt bij veel mensen met diabetes elk jaar een onderzoek naar de ogen plaats, om eventuele problemen vroegtijdig op te sporen. Dit onderzoek kan plaatsvinden door de oogarts of de optometrist, of door een digitale netvliescamera, waarbij de foto's op afstand beoordeeld worden door een oogarts. Hiermee kan de vroeger veel voorkomende blindheid vaak worden voorkomen.